# اقلیم قاره‌ای معتدل

پراکندگی پهنه‌های دارای اقلیم قاره‌ای مرطوب در زمین بر پایه سامانه طبقه‌بندی اقلیمی کوپن

اقلیم قاره‌ای معتدل نوعی اقلیم قاره‌ای است که به‌طور کلی بین مدار ۳۰ درجه شمالی تا مدار ۶۰ درجه شمالی در بخش‌های مرکزی و شمال‌شرقی آمریکای شمالی، اروپا و آسیا دیده می‌شود. این نوع اقلیم در نیم‌کره جنوبی به دلیل وسعت بیشتر منطقه اقیانوسی در این عرض‌های جغرافیایی، کوچک‌تر بودن توده خشکی و در نتیجه اعتدال بیشتر دریایی، نادر و کمیاب است. در نیم‌کره شمالی، برخی از مناطق دارای اقلیم قاره‌ای معتدل، به‌ویژه در هوکایدو، شمال هونشو، جزایر ساخالین، اسکاندیناوی، نوا اسکوشیا و نیوفاندلند به دریا نزدیک‌تر بوده و به شدت تحت تأثیر دریا هستند و تابستان‌های نسبتاً خنک و زمستان‌های درست زیر نقطه یخبندان دارند. نمونه‌های شدیدتر و داخلی‌تر اقلیم قاره‌ای معتدل در شمال‌شرقی چین، جنوب سیبری، شبه‌جزیره کره (به جز بخش جنوبی در کره جنوبی)، دشت‌های کانادا و منطقه دریاچه‌های بزرگ در ایالت‌های غرب میانه آمریکا، نیو انگلند و کانادای مرکزی دیده می‌شود که ترکیبی از حداکثر تابستان گرم‌تر و زمستان‌های سردتر نسبت به انواع دریایی این اقلیم (اقلیم قاره‌ای مرطوب) دارند.

## ویژگی‌ها
اقلیم قاره‌ای معتدل در سامانه طبقه‌بندی اقلیمی کوپن، شامل مناطقی است که دمای سردترین ماه زیر ۰ درجه سلسیوس [۳۲٫۰ درجه فارنهایت] یا −۳ درجه سلسیوس [۲۶٫۶ درجه فارنهایت] بوده و باید حداقل چهار ماه با میانگین دمای ۱۰ درجه سلسیوس (۵۰ درجه فارنهایت) یا بالاتر وجود داشته باشد. انتخاب این دماها دلخواه نیست. در اروپا خط هم‌دمای میانگین −۳ درجه سلسیوس [۲۶٫۶ درجه فارنهایت] نزدیک به حد جنوبی توده‌برف زمستانی است. در ایالات متحده، استفاده از خط هم‌دمای ۰ درجه سلسیوس [۳۲٫۰ درجه فارنهایت] رایج‌تر است. دمای متوسط ۱۰ درجه سلسیوس (۵۰ درجه فارنهایت) تقریباً حداقل دمای لازم برای تولید مثل و رشد درختان است. همچنین محدوده دمایی گسترده در این منطقه اقلیمی رایج است.